# Fussball Club Südtirol 2000-2001
Questa pagina raccoglie le informazioni riguardanti il Fussball Club Südtirol nelle competizioni ufficiali della stagione 2000-2001.

## Stagione
Nella sua prima stagione tra i professionisti la neopromossa Südtirol (che sposta il suo campo interno allo stadio Druso di Bolzano, pur tenendo la sede legale a Bressanone) disputa il girone A del campionato di Serie C2, piazzandosi all'undicesima posizione in classifica con 43 punti. Il torneo è stato vinto con 60 punti dal Padova che ottiene la promozione diretta in Serie C1, la seconda promossa è la Triestina che vince la finale dei playoff battendo il Mestre.

## Divise e sponsor
Le divise sono fornite inizialmente da Uhlsport, cui poi a stagione iniziata subentra Valsport; gli sponsor principali di maglia sono a rotazione Duka e Würth (sul ventre), che si abbinano al marchio di promozione enogastronomica territoriale Südtirol (sulla manica).
La divisa interna Uhlsport presenta tronco rosso con colletto a polo bianco, maniche bianche con risvolti rossi.
La prima maglia introdotta da Valsport presenta invece il tronco bianco, mentre i fianchi, le spalle e le maniche sono solcati da un ampio inserto rosso "incorniciato" da fascette nere, tinta che connota anche lo scollo a V.
Calzoncini e calzettoni dei suddetti kit sono alternativamente bianchi e rossi.
La seconda divisa (realizzata da Valsport) è blu scuro con due sottili strisce verticali bianche sulla parte destra del torso e che proseguono pure sul retro; calzoncini e calzettoni sono in tinta.
| Casa Uhlsport | Casa Valsport | Trasferta |

## Organigramma societario
- Presidente: Leopold Goller
- Vicepresidenti: Willy Gabalin, Horst Seebacher
- Direttore Sportivo: Mauro Gibellini
- Allenatore: Giuseppe Sannino
- Viceallenatore: Maurizio Toccoli
- Responsabile prima squadra: Renato Vuerich
- Allenatore portieri: Natale Pasetto
- Massaggiatore: Claudio Terzer
- Medico sociale: Mario Endrizzi

## Rosa
| N. |                   | Ruolo | Calciatore        |
| -- | ----------------- | ----- | ----------------- |
|    | Italia (bandiera) | D     | Hans Rudi Brugger |
|    | Italia (bandiera) | C     | Giorgio Carbone   |
|    | Italia (bandiera) | D     | Alen Carli        |
|    | Italia (bandiera) | D     | Luigi Crisopulli  |
|    | Italia (bandiera) | C     | Alessio Daccordo  |
|    | Italia (bandiera) | D     | Francesco Frau    |
|    | Italia (bandiera) | C     | Alessandro Galli  |
|    | Italia (bandiera) | D     | Matteo Girlanda   |
|    | Italia (bandiera) | C     | Luca Lomi         |
|    | Italia (bandiera) | C     | Matteo Lucchini   |
|    | Italia (bandiera) | D     | Renato Marchesi   |
|    | Italia (bandiera) | A     | Simone Motta      |

| N. |                   | Ruolo | Calciatore             |
| -- | ----------------- | ----- | ---------------------- |
|    | Italia (bandiera) | A     | Fabian Obrist          |
|    | Italia (bandiera) | C     | Giovanbattista Olivari |
|    | Italia (bandiera) | D     | Andrea Aldo Preite     |
|    | Italia (bandiera) | A     | Alexander Ribul        |
|    | Italia (bandiera) | C     | Marckus Rieder         |
|    | Italia (bandiera) | P     | Ivano Rotoli           |
|    | Italia (bandiera) | D     | Matteo Sogliani        |
|    | Italia (bandiera) | C     | Andrea Stampetta       |
|    | Italia (bandiera) | D     | Flavio Toccoli         |
|    | Italia (bandiera) | A     | Matteo Vianello        |
|    | Italia (bandiera) | P     | Patrick Ziglio         |
|    | Italia (bandiera) | P     | Davide Zomer           |